# Арп, Янн-Фите
Янн-Фите Арп (нем. Jann-Fiete Arp; род. 6 января 2000, Бад-Зегеберг, Германия) — немецкий футболист, нападающий клуба «Оденсе».

## Клубная карьера
Арп — воспитанник клуба «Гамбург». 30 сентября 2017 года в матче против «Вердера» он дебютировал в Бундеслиге, заменив во втором тайме Бобби Вуда. 28 октября в поединке против «Герты» Арп забил свой первый гол за «Гамбург». Через неделю в матче против «Штутгарта» впервые выйдя в основе, он отличился вновь. В том же году Ян-Фите был награждён медалью Фрица Вальтера.
В сезоне 2019/20 Арп подписал контракт с мюнхенской «Баварией».

## Карьера в сборной
В 2017 году Арп в составе юношеской сборной Германии принял участие в юношеском чемпионате Европы в Хорватии. На турнире он сыграл в матчах против команд Боснии и Герцеговины, Сербии, Ирландии, Нидерландов и Испании. В поединках против боснийцев и ирландцев сделал по хет-трику, а также забил гол против нидерландцев.
В том же году Арп принял участие в юношеском чемпионате мира в Индии. На турнире он сыграл в матчах против команд Коста-Рики, Ирана, Гвинеи, Колумбии и Бразилии. В поединках против костариканцев, колумбийцев, гвинейцев и бразильцев забил пять голов.

## Статистика
| Клуб             | Лига                      | Сезон            | Лига | Лига | Кубок Лиги | Кубок Лиги | Континентальные | Континентальные | Другие | Другие | Всего | Всего |
| Клуб             | Лига                      | Сезон            | Игры | Голы | Игры       | Голы       | Игры            | Голы            | Игры   | Голы   | Apps  | Goals |
| ---------------- | ------------------------- | ---------------- | ---- | ---- | ---------- | ---------- | --------------- | --------------- | ------ | ------ | ----- | ----- |
| Гамбург          | Bundesliga                | 2017-18          | 18   | 2    | 0          | 0          | —               | —               | —      | —      | 18    | 2     |
| Гамбург          | 2. Bundesliga             | 2018-19          | 17   | 1    | 3          | 1          | —               | —               | —      | —      | 20    | 2     |
| Гамбург          | Всего                     | Всего            | 35   | 3    | 3          | 1          | 0               | 0               | 0      | 0      | 38    | 4     |
| Гамбург II       | Региональная лига «Север» | 2018-19          | 7    | 3    | —          | —          | —               | —               | —      | —      | 7     | 3     |
| Бавария II       | 3. Bundesliga             | 2019-20          | 10   | 3    | —          | —          | —               | —               | —      | —      | 10    | 3     |
| Бавария          | Bundesliga                | 2019-20          | 0    | 0    | 0          | 0          | 0               | 0               | 0      | 0      | 0     | 0     |
| Всего за карьеру | Всего за карьеру          | Всего за карьеру | 52   | 9    | 3          | 1          | 0               | 0               | 0      | 0      | 55    | 10    |

## Награды
Бавария
- Чемпион Германии: 2019-20

Индивидуальные
- Медаль Фрица Вальтера: Золотая медаль в категории до 17 лет 2017[18]
- Чемпионат Германии по футболу (до 17 лет): Лучший бомбардир 2016-17
- Гамбург Лучший молодой игрок сезона: 2017-18[19]